# Vasilij Lazarev
Vasilij Grigorjevič Lazarev, rusky Лазарев, Василий Григорьевич, (23. února 1928 ve vesnici Porošino, Altajská oblast SSSR – 31. prosince 1990) byl sovětský lékař a kosmonaut ruské národnosti.

## Život

### Mládí a výcvik
Že bude pilotem, se rozhodl již na základní škole. Později se přihlásil na sverdlovskou specializovanou školu vojenského letectva, jenže protože se na tuto školu spolu s ním jeho největší kamarád nedostal, zvolil si sverdlovský lékařský institut. Ve třetím ročníku volil specializaci na chirurgii. V roce 1951 nastoupil na základní vojenskou službu, dostal se na vojenskou fakultu saratovského lékařského institutu. Po státnicích byl jmenován vojenským náčelníkem nemocnice. Zůstal jen krátce, protože využil nabídky a pokračoval ve studiu na čugujevském leteckém učilišti.
Pak si osvojil profesi zkušebního pilota. Zkoušel různé záchranné prostředky, výškové obleky a dostal se i na zkoušku výškového stratostatu, laboratoře Volha. Pak se dostal i ke zkouškám zařízení pro kosmické lety a nakonec i jako všestranný a zkušený výzkumník na start kosmické lodi Sojuz. V týmu kosmonautů byl veden od roku 1966.

### Lety do vesmíru
Na misi Sojuz 12 odstartoval z Bajkonuru s Olegem Makarovem v září 1973. Cílem letu bylo vyzkoušet mnoho různých přístrojů před projektem Sojuz-Apollo, včetně testů nových skafandrů Sokol. Byl to první let po předchozí havárii Sojuzu 11, Lazarev byl velitelem lodě. Přistáli s kabinou na padácích u města Karaganda na území Kazachstánu.
V dubnu 1975 letěl Lazarev spolu s Makarovem ještě jednou na plánovaný dvouměsíční pobyt na orbitální stanici Saljut 4. Po 20 minutách letu ve výšce 192 km však došlo k poruše třetího stupně rakety a kosmická loď se vrátila po strmé balistické dráze, při které museli kosmonauti vydržet přetížení až 20,6 G. Přistáli jihozápadně od Gorno-Altajska (Altajská republika, RSFSR). Za tento nepovedený let, v seznamech Sojuzů zprvu ani neuváděný, získali oba vyznamenání Leninovým řádem. Protože nedoletěli, nezískali obvyklou finanční odměnu, jen náhradní dovolenou. Později byl pokus veden jako Sojuz 18-1.
- Sojuz 12 (27. září 1973 – 29. září 1973)

### Po letech
Lékař, plukovník Lazarev zemřel ve svých 62 letech. Byl ženatý a měl jedno dítě.